# Charles Michel
Charles Michel (n. 21 decembrie 1975, Namur, Belgia) este un politician belgian. În data de 2 iulie 2019 a fost desemnat în funcția de președinte al Consiliului European. Michel a preluat funcția de la Donald Tusk în data de 1 decembrie 2019. Din 2014 până în 2019 a fost prim-ministrul Belgiei.